# Fabio Taborre
Fabio Taborre (Pescara, 5 de junio de 1985-Pescara, 12 de septiembre de 2021) fue un ciclista italiano.

## Biografía
El 27 de julio de 2015 dio positivo por FG-4592, una sustancia que estimula la producción de EPO, en un control por sorpresa.
El 12 de septiembre del 2021 falleció luego de luchar contra una grave enfermedad, la cual no se ha especificado.

## Palmarés
2011
- Gran Premio Ciudad de Camaiore
- Memorial Marco Pantani

2012
- 1 etapa de la Vuelta a Austria

## Resultados en Grandes Vueltas
| Carrera | Carrera         | 2009 | 2010 | 2011 | 2012 | 2013 | 2014 | 2015 |
| ------- | --------------- | ---- | ---- | ---- | ---- | ---- | ---- | ---- |
|         | Giro de Italia  | —    | —    | 98.º | —    | Ab.  | —    | —    |
|         | Tour de Francia | —    | —    | —    | —    | —    | —    | —    |
|         | Vuelta a España | —    | —    | —    | —    | —    | —    | —    |

—: no participa

Ab.: abandono